# Turzańsk
Turzańsk (ukrainisch Туринське oder Тур'янське) ist eine Ortschaft mit einem Schulzenamt der Landgemeinde Komańcza im Powiat Sanocki der Woiwodschaft Karpatenvorland in Polen.

## Geographie
Der Ort liegt in den Bieszczady im sogenannten Lemkenland.

## Geschichte
Der Ort wurde laut dem Gründungsprivileg von Mikołaj Kamieniecki aus dem Jahr 1514 nach Walachischem Recht gegründet. Er gehörte zum Krongut. Im Jahre 1526 gab es dort eine orthodoxe Kirche. Das Dorf wurde im Jahr 1657 von einem Angriff von Georg II. Rákóczi vernichtet.
Bei der Ersten Teilung Polens kam Turzańsk 1772 zum neuen Königreich Galizien und Lodomerien des habsburgischen Kaiserreichs (ab 1804).
Im Jahre 1900 hatte die Gemeinde Turzańsk ad Komańcza 99 Häuser mit 674 Einwohnern, davon 657 ruthenischsprachig, 17 polnischsprachig, 659 griechisch-katholische, 4 römisch-katholische, 11 Juden.
1918, nach dem Ende des Ersten Weltkriegs und dem Zusammenbruch der K.u.k.-Monarchie, kam Turzańsk zu Polen. Unterbrochen wurde dies nur durch die Besetzung Polens durch die Wehrmacht im Zweiten Weltkrieg. Im Jahre 1947 wurden die Lemken im Rahmen der Aktion Weichsel vertrieben und Turzańsk von Polen wiederbesiedelt. Nach dem Jahr 1956 kam ein Dutzend der lemkischen Familien zurück.
Von 1975 bis 1998 gehörte Turzańsk zur Woiwodschaft Krosno.

## Sehenswürdigkeiten
- Ehemalige griechisch-katholische Kirche (Cerkiew św. Michała Archanioła), erbaut 1803, heute orthodox, ab 2013 in die Liste des UNESCO-Welterbes aufgenommen, siehe die Holzkirchen der Karpatenregion in Polen und der Ukraine.

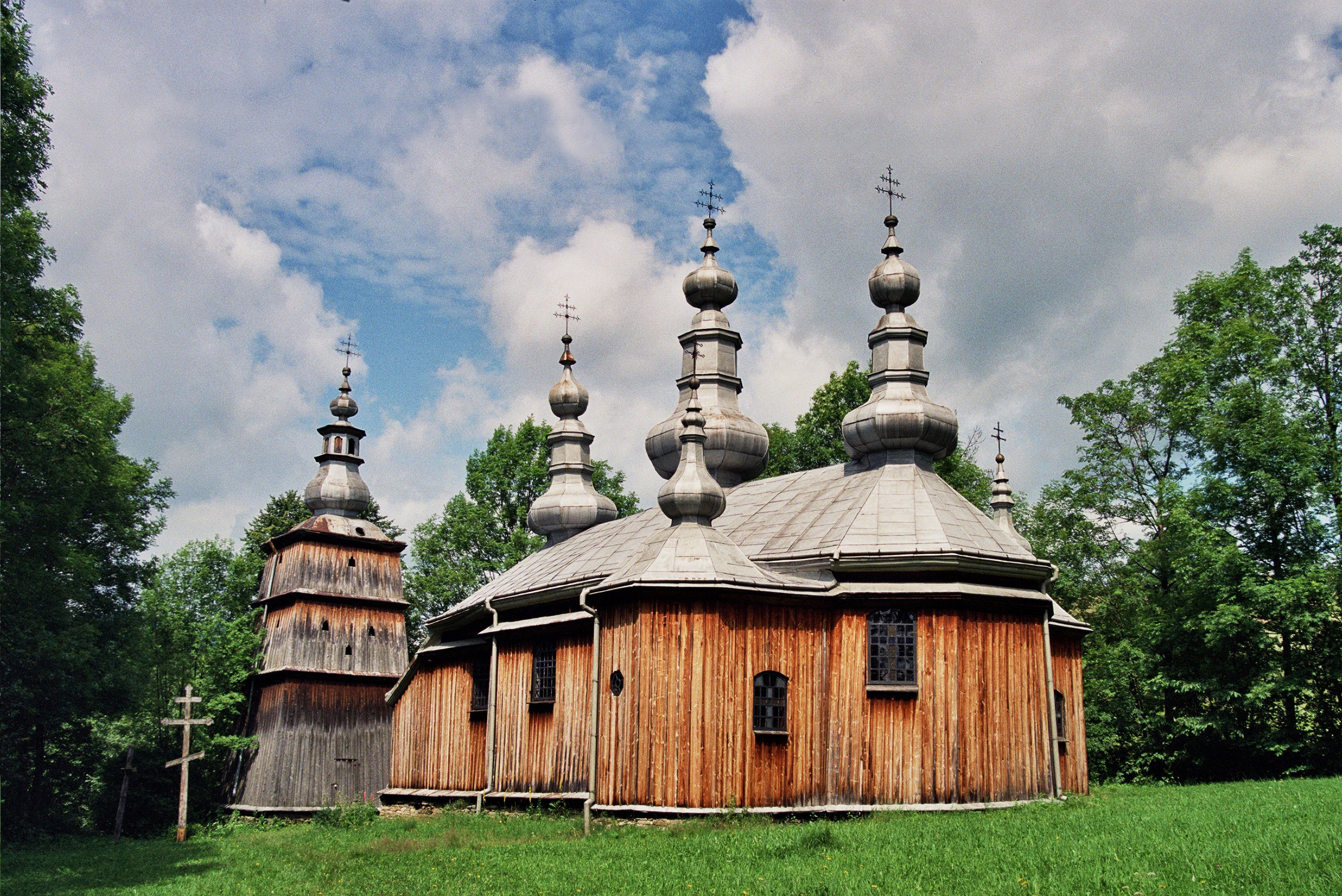
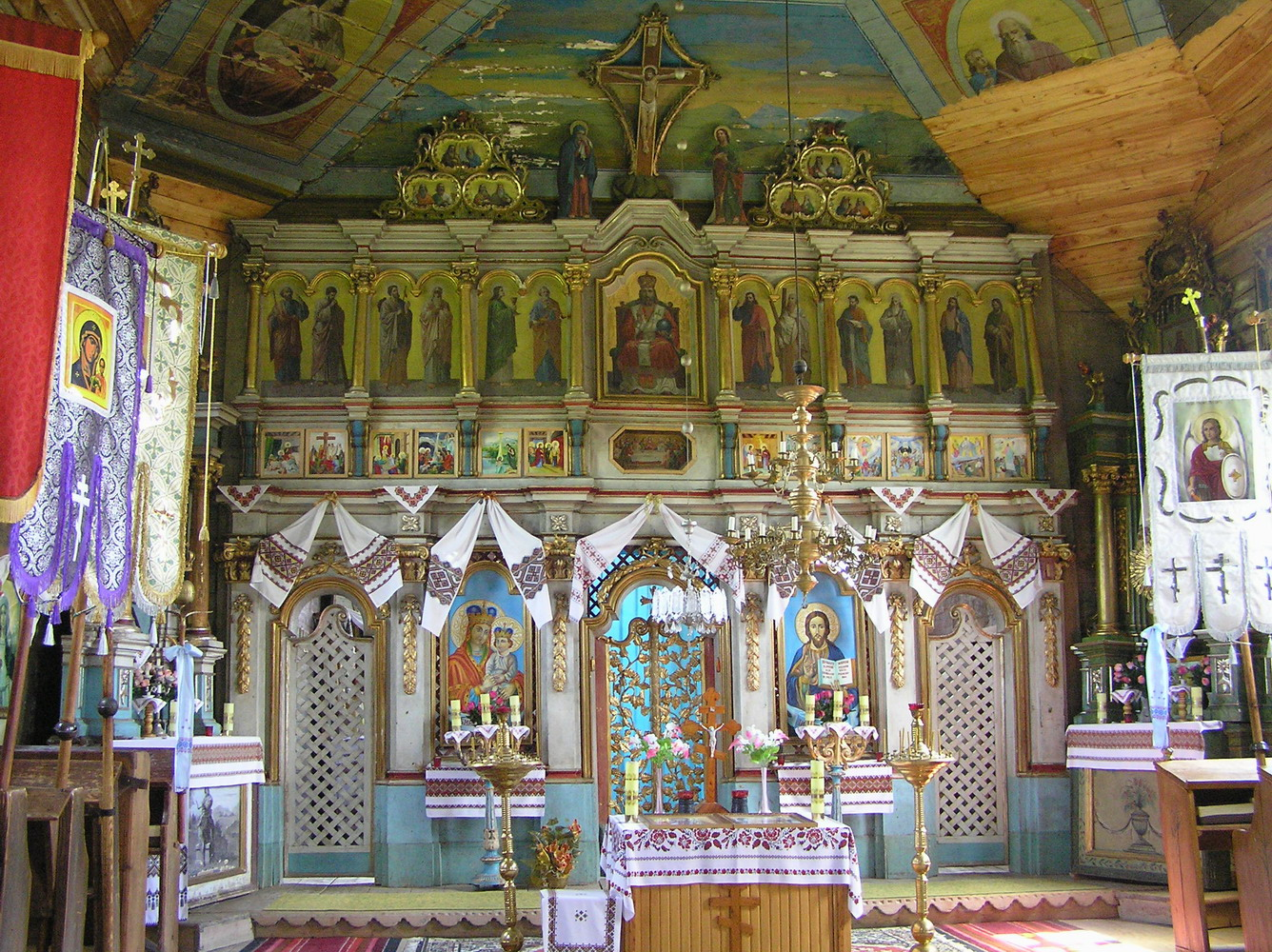